# Baker Street (singolo)
Baker Street è un singolo del cantautore scozzese Gerry Rafferty, pubblicato il 3 febbraio 1978 come secondo estratto dal secondo album in studio City to City.
Il titolo della canzone deriva da una strada londinese, Baker Street.
Il brano raggiunse il 26º posto delle vendite negli Stati Uniti.
A ottobre 2010 il singolo ha raggiunto i 5 milioni di copie vendute secondo la BMI. Il brano è celebre soprattutto per l'assolo di sassofono di Raphael Ravenscroft, che interviene più volte come una pausa tra le strofe.

## Storia
Rafferty scrisse la canzone in un periodo durante il quale cercava di disimpegnarsi dal complesso Stealers Wheel. Problemi legali riguardanti lo scioglimento nel 1975 della sua vecchia band gli impedivano di eseguire qualsiasi produzione, a causa di obblighi contrattuali in materia di registrazioni; dovette spostarsi spesso dalla sua residenza di Glasgow a Londra, dove era ospitato da un suo amico che abitava in Baker Street.
La soluzione dei suoi problemi giuridici e finanziari è espressa nel finale della canzone:

## Formazione
- Gerry Rafferty – voce
- Hugh Burns – chitarra elettrica
- Henry Spinetti – batteria
- Gary Taylor – basso
- Tommy Eyre – tastiera
- Glen Le Fleur – percussioni
- Nigel Jenkins – chitarra ritmica
- Raphael Ravenscroft – sax

## Cover
Il brano è stato ripresentato in diverse cover, tra cui:
- Waylon Jennings (country)
- Corey Neil Doster (country)
- Rick Springfield (rock)
- The Shadows, (1979), nell'album strumentale String of Hits
- Livingston Taylor (folk)
- Carnival in Coal (heavy metal)
- Maynard Ferguson (1978), album Carnival
- Orchestra Sinfonica di Londra
- Undercover (1992, dance)
- Ray (1992, dance)
- Eric Gaffney, cofondatore dei Sebadoh, Uncharted WatersIndie (rock)
- Scooter, solo di sassofono nel brano "Nessaja", colonna sonora del film Brüno (techno)
- Jessie J, album Who Are You (2011)
- Foo Fighters, lato B del singolo "My Hero"
- Ali Campbell (2010), nell'album Great British Songs.
- Michael Mind (2009)
- Morse/Portnoy/George (2020), nell'album tributo Cov3r to Cov3r

Nel 2013 il brano è stato riproposto dal musicista e disc-jockey italiano DJ Ross, con voce di Alessandro Moschini.
È inoltre presente nella colonna sonora del videogioco Grand Theft Auto V. E cinema Canale 5 nel 1993
E pure nello spot tv Mivar 20l3 e il mivar 14m1 del 31 Ottobre 1993